# AN-M74
AN-M74 – amerykańska bomba dymna wagomiaru 100 funtów. Była stosowana podczas II wojny światowej przez lotnictwo US Navy i USAAC.
Bomba AN-M46 miała cienkościenny korpus wypełniony 11,79 kg substancji dymotwórczej (biały fosfor). Bomba była malowana na szaro z żółtymi pasami wokół korpusu.